# Yūta Tabuse
Yūta Tabuse (jap. 田臥勇太 Tabuse Yūta) (ur. 5 października 1980 w Jokohamie) – japoński koszykarz, grający na pozycji rozgrywającego, obecnie zawodnik Link Tochigi Brex. 

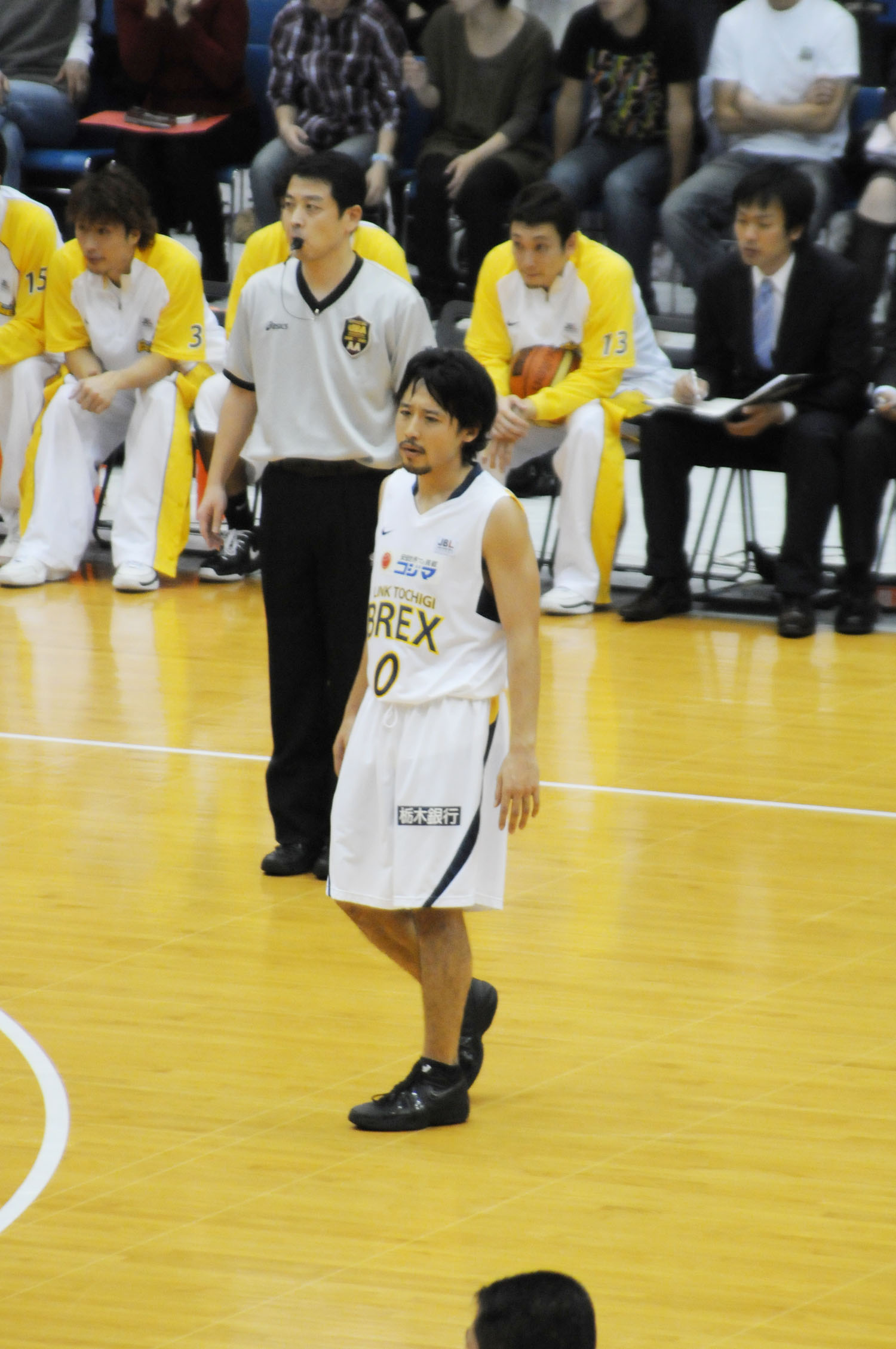
Tabuse w barwach Link Tochigi Brex (2008).

Został pierwszym Japończykiem, który rozegrał mecz NBA i zarazem jednym z najniższych graczy, którzy kiedykolwiek wystąpili w tej lidze.
Tabuse urodził się w Jokohamie i dorastał, jak sam stwierdził, w "sportowej rodzinie". Grę w koszykówkę rozpoczął w wieku 9 lat. Zrezygnował z baseballu, ponieważ nie był w tym dobry, zaś piłka nożna go nie interesowała. Uczęszczał do Średniej Szkoły Technicznej w Noshiro (jap. 能代工業高校 Noshiro Kōgyō Kōkō) w prefekturze Akita, gdzie doprowadzał swoją drużynę do krajowych mistrzostw przez 3 lata, bez ani jednej porażki.
W 1999 wystąpił w meczu wschodzących gwiazd - Nike Hoop Summit. Po ukończeniu szkoły średniej w marcu 1999 roku, Tabuse zdecydował się zapisać na Uniwersytet Brighama Younga. W sezonie 2002/03 ligi JBL zdobył tytuł Japan Basketball League Rookie of the Year, grając w drużynie Toyota Alvark.
Pojawił się na okładce gry NBA Live 06, chociaż nie zagrał w swojej karierze ani jednego meczu w sezonie regularnym.

## NBA
Po odejściu z Toyoty Alvark w 2003, Tabuse stał się pierwszym Japończykiem grającym w lidze NBA. Zagrał zaledwie 6 meczów w lidze letniej dla zespołu Dallas Mavericks, ze średnią 4,5 punktów, 1,7 zbiórek oraz 1 asysty na mecz, będąc na boisku średnio 13 minut. Występy Japończyka w lidze NBA przyciągnęły dużą uwagę japońskich mediów. Pod koniec września Tabuse przeszedł do Denver Nuggets, jednak nie zdążył tam zagrać ani jednego meczu w regularnym sezonie.
Kolejny sezon Tabuse spędził w ABA.
W 2004 zagrał jeden mecz dla Phoenix Suns zdobywając 7 punktów w spotkaniu z Atlantą Hawks. W 2005 podpisał kontrakt z Los Angeles Clippers. Niedługo po tym przeniósł się do D-league. Spędził tam trzy kolejne sezony. W lipcu 2008 zagrał dla New Jersey Nets w lidze letniej NBA. Miesiąc później przeniósł się do Link Tochigi Brex w JBL. W kwietniu 2009 został powołany do Narodowej Kadry Japonii w Koszykówkę. W maju 2009, ESPN doniosło, że Tabuse zrezygnował z udziału w reprezentacji na rzecz zaproszenia od Dallas Mavericks do uczestniczenia w letnim obozie. W 2010, razem z Link Tochigi Brex wygrał ligę JBL.

## Osiągnięcia
Stan na 12 grudnia 2017, na podstawie, o ile nie zaznaczono inaczej.
Drużynowe
- Mistrz:
  - ABA (2004)
  - japońskiej ligi JBL (2010)
  - japońskiej ligi JPBL (2017)

Indywidualne
- (* – nagrody przyznane przez portal asia-basket.com)
- MVP finałów JBL  (2010)
- Debiutant roku JBL (2003)
- Obrońca roku ligi japońskiej (2009)*[13]
- Najlepszy zawodnik, występujący na pozycji obronnej ligi japońskiej (2009)*[13]
- Uczestnik meczu gwiazd ligi japońskiej (2003, 2009, 2012, 2014, 2015, 2017)[14][13][15][16][17][18]
- Zaliczony do*:
  - I składu:
    - ligi japońskiej (2009, 2014, 2015, 2016)[13][16][17][19]
    - zawodników krajowych ligi japońskiej (2009, 2014, 2015, 2016)[13][16][17][19]
    - defensywnego ligi japońskiej (2009)[13]

  - II składu ligi japońskiej (2010)[20]
  - składu honorable mention ligi japońskiej (2011)[21]
- Lider ligi japońskiej w:
  - asystach (2009, 2014, 2015)[13][16][17]
  - przechwytach (2009)[13]

Reprezentacja
- Uczestnik:
  - mistrzostw:
    - Azji (2015 – 4. miejsce)
    - świata U–19 (1999)
    - świata U–21 (2001)

  - kwalifikacji olimpijskich (2016 – 6. miejsce)